# Perfil estratègic de l'entorn
El perfil estratègic de l'entorn d'una empresa és una eina que ajuda a detectar les oportunitats i amenaces que l'entorn ofereix. Implica l'anàlisi de les següents variables:
- La situació geogràfica de l'empresa.
- Les variables de l'anàlisi PESTEL.

## Anàlisi PESTEL
L'anàlisi PESTEL reconeix variables que afecten a sis dimensions:
- Dimensió política. Estabilitat governamental, i les polítiques realitzades pels estaments públics.
- Dimensió econòmica. Situació econòmica d'on es desenvolupa l'empresa.
- Dimensió sociocultural. Creences, valors, actituds i formes de vida de la societat.
- Dimensió tecnològica. Marc científic i tecnològic.
- Dimensió ecològica. Política activa de conservació del medi ambient.
- Dimensió legal. Factors administratius, legals i reguladors.